# Chaetodon guttatissimus
El pez mariposa Chaetodon guttatissimus es un pez marino, de la familia de los Chaetodontidae. 
Su nombre común en inglés es Peppered butterflyfish, o pez mariposa salpicado. Es una especie común, con amplia distribución y poblaciones estables.

## Morfología
Posee la morfología típica de su familia, cuerpo ovalado y comprimido lateralmente, cuadrangular con las aletas dorsal y anal expandidas. El perfil dorsal de la cabeza es claramente cóncavo. 
La coloración general del cuerpo es crema amarillento, con un patrón de puntos oscuros, vertical en la mitad superior del cuerpo, y otro horizontal, con puntos algo menores y más espaciados, en la mitad inferior. El margen de la aleta dorsal es amarillo, con naranja luminoso encima del pedúnculo caudal. El hocico mide entre 28 y 40 mm.
Tiene entre 12 y 13 espinas dorsales, entre 22 y 24 radios blandos dorsales, 3 espinas anales y entre 16 y 18 radios blandos anales.
Alcanza los 12 cm de largo.

## Alimentación
Se alimenta de gusanos poliquetos, pólipos de corales y algas.

## Reproducción
Son dioicos, o de sexos separados, ovíparos, y de fertilización externa. El desove sucede antes del anochecer. Forman parejas durante el ciclo reproductivo, pero no protegen sus huevos y crías después del desove.

## Hábitat y comportamiento
Suele verse, tanto en arrecifes exteriores, como en lagunas más resguardadas, ricas en crecimiento coralino. Es una especie mayoritariamente coralívora, por lo que su población puede resentirse en áreas de descenso de los corales. Normalmente se ven solos, en parejas o en pequeños grupos. 
Es una especie común, y, aunque los pólipos coralinos son fundamentales en su dieta, después de la drástica reducción de corales en Seychelles tras el fenómeno de El Niño, en 1988, no se observó una mengua significativa de sus poblaciones.
Su rango de profundidad está entre 3 y 25 metros, aunque se reportan localizaciones entre 0.15 y 65 m, y en un rango de temperatura entre 25.32 y 28.35 °C.

## Distribución geográfica
Se distribuye en aguas tropicales del océano Indo-Pacífico. Es especie nativa de Cocos; Comoros; India (Andaman Is., Nicobar Is.); Indonesia; Kenia; Madagascar; Malasia; Maldivas; Mauricio; Mayotte; Mozambique; isla Navidad (Australia); Reunión; Seychelles; Somalia; Sudáfrica; Sri Lanka; Tailandia y Tanzania.

## Galería

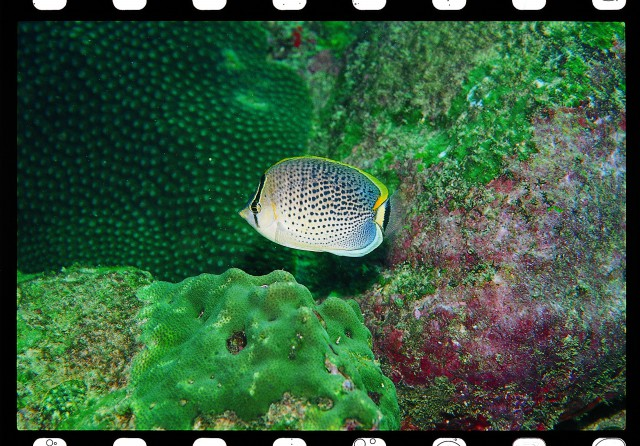
Ejemplar en Tailandia
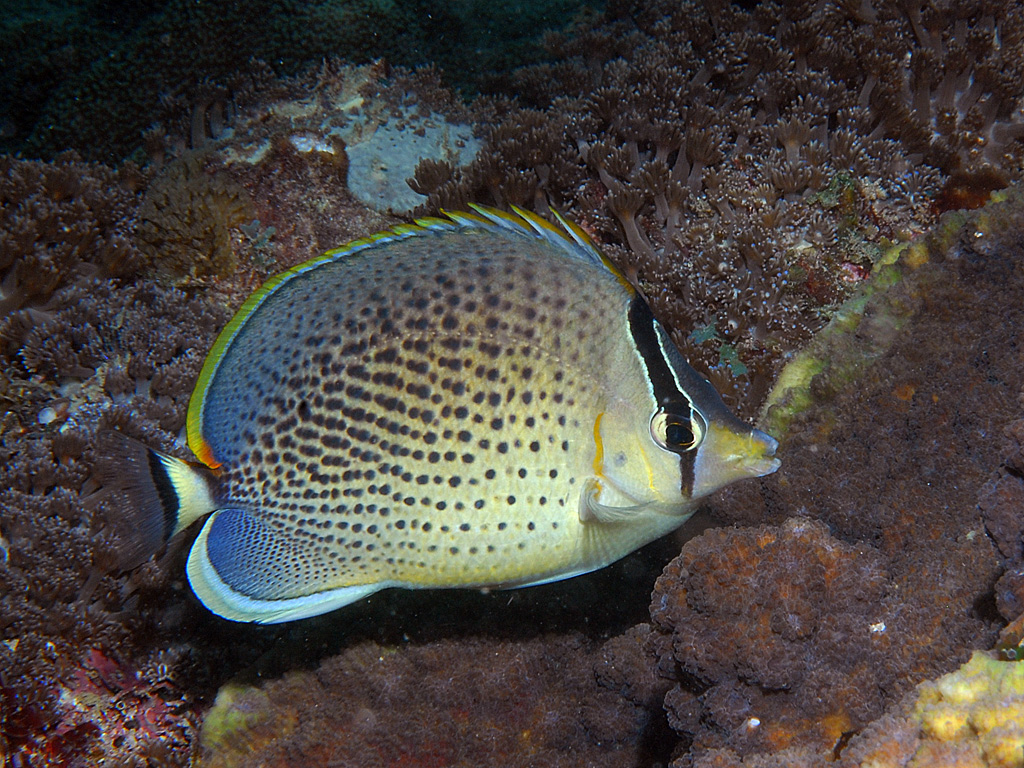
C. guttatissimus en Diani, Kenia
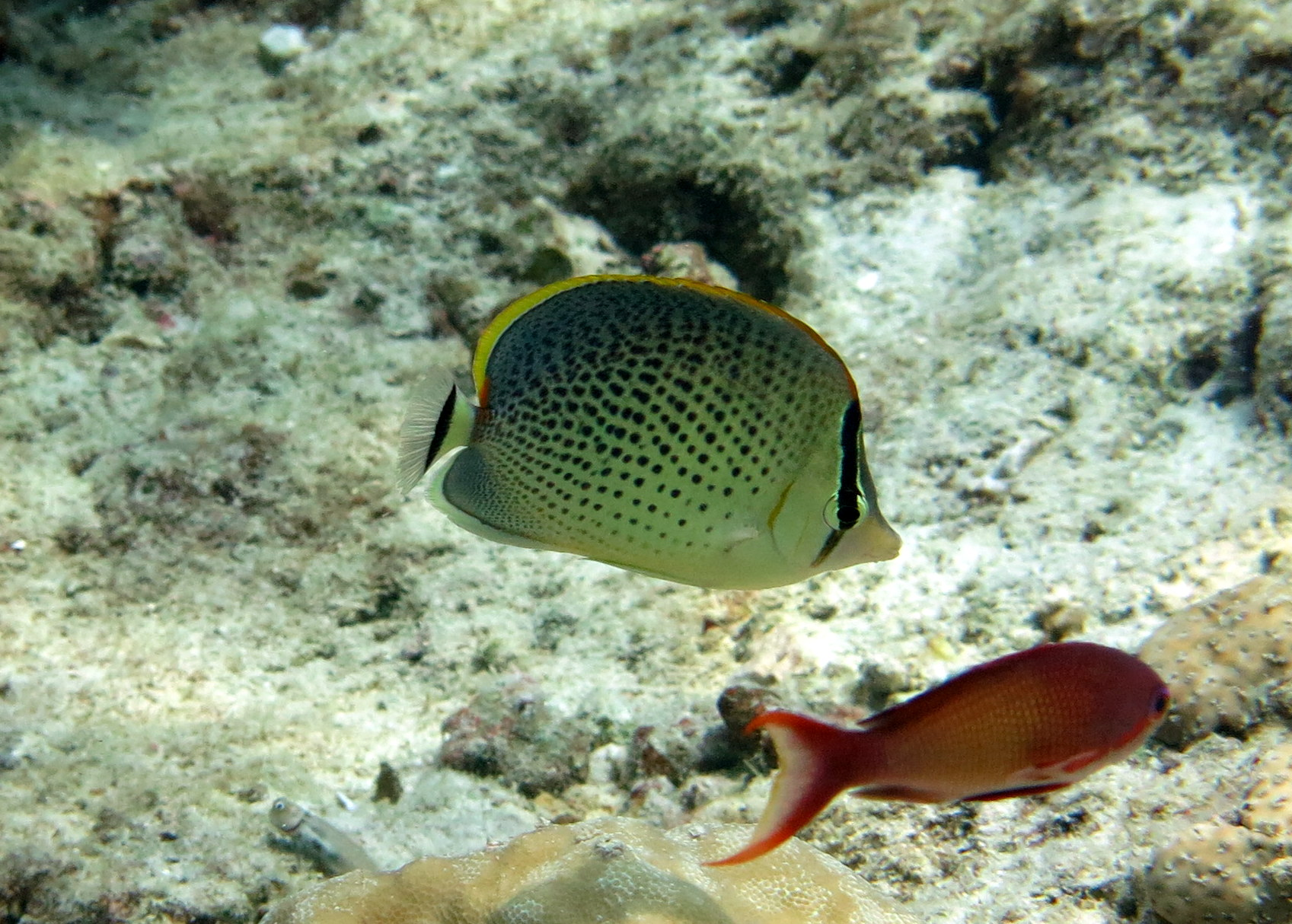
En el atolón Baa, Maldivas
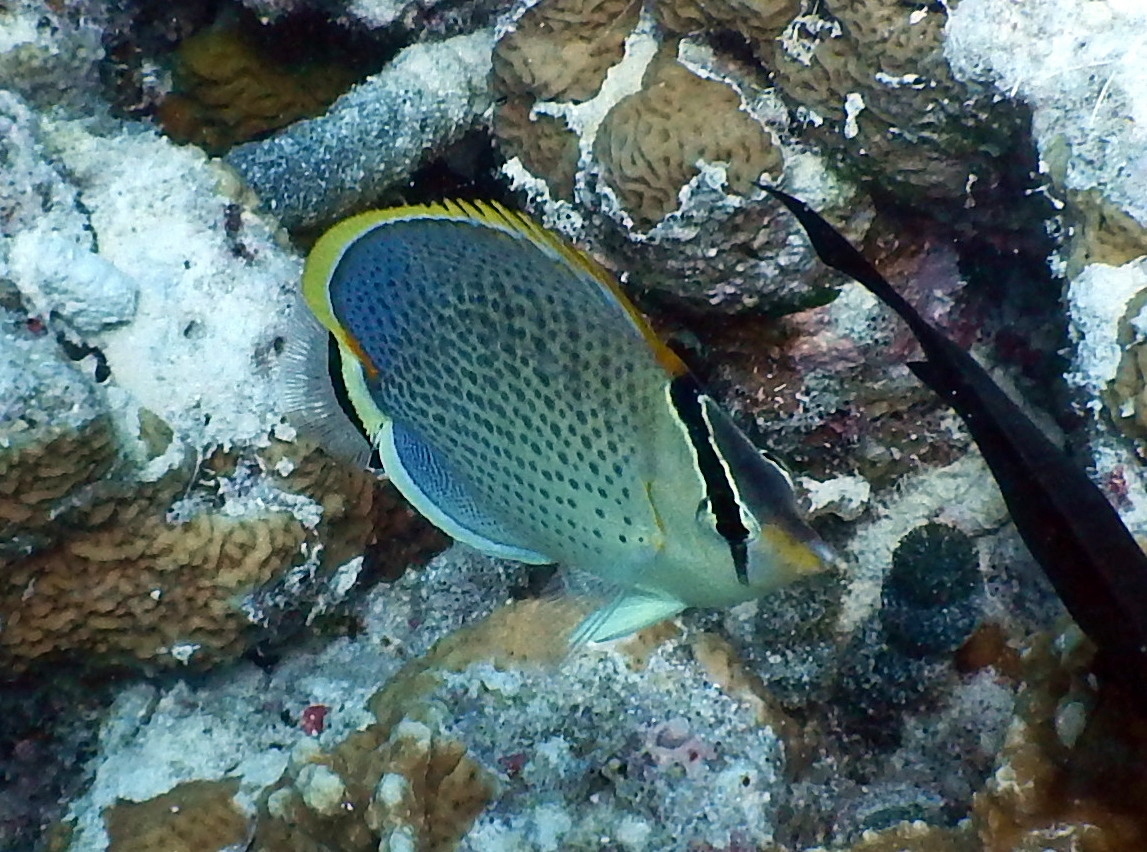
En Landaagiraavaru, atolón Baa
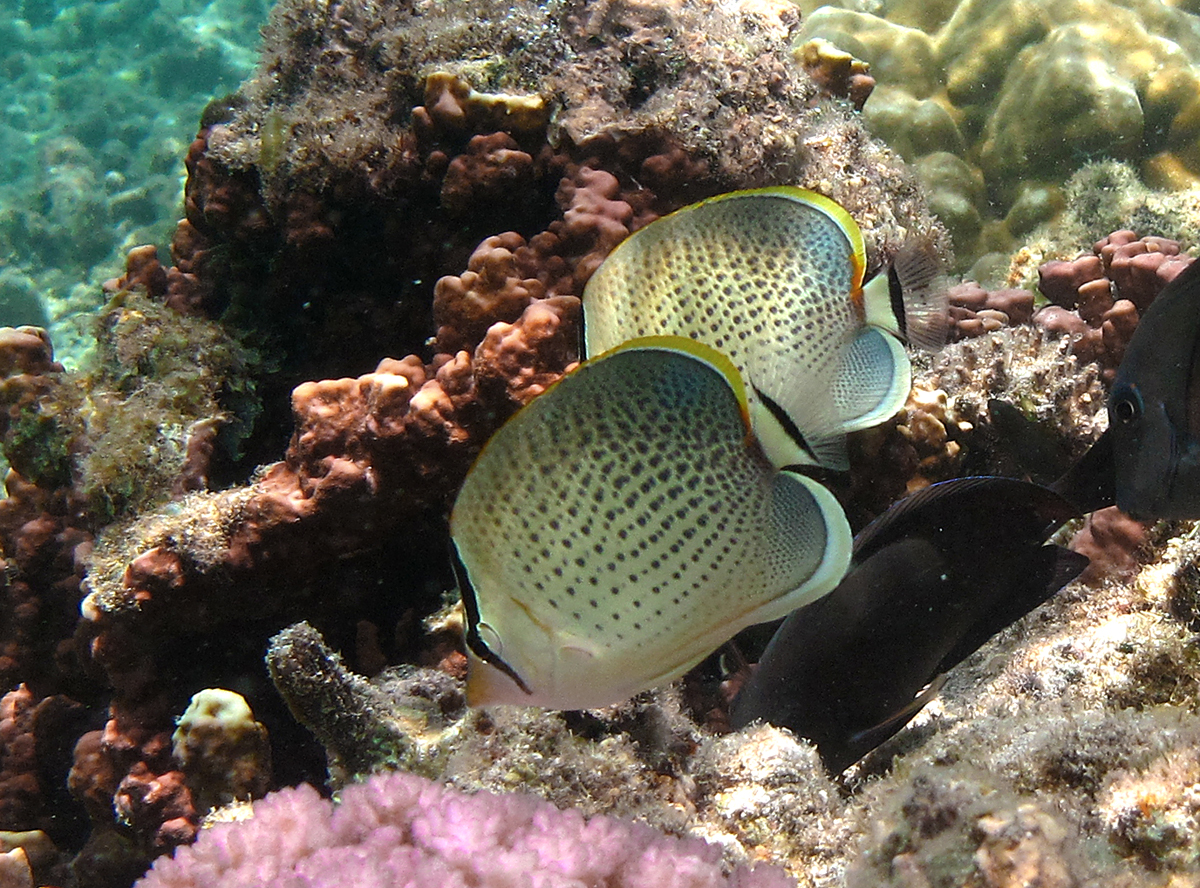
Pareja en Reunión
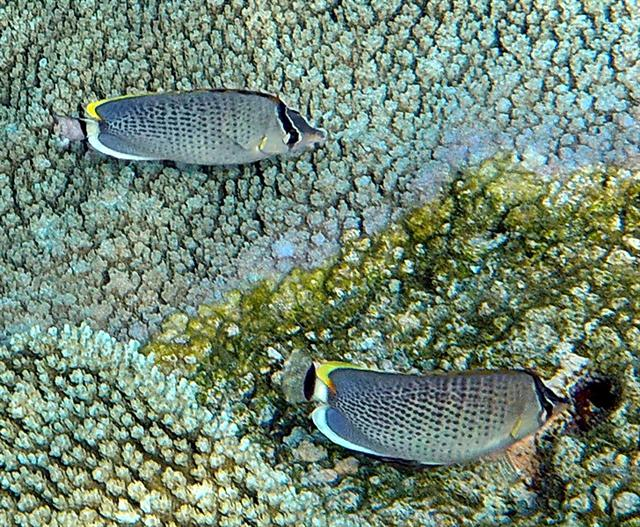
Entre colonias de Acropora, Maldivas
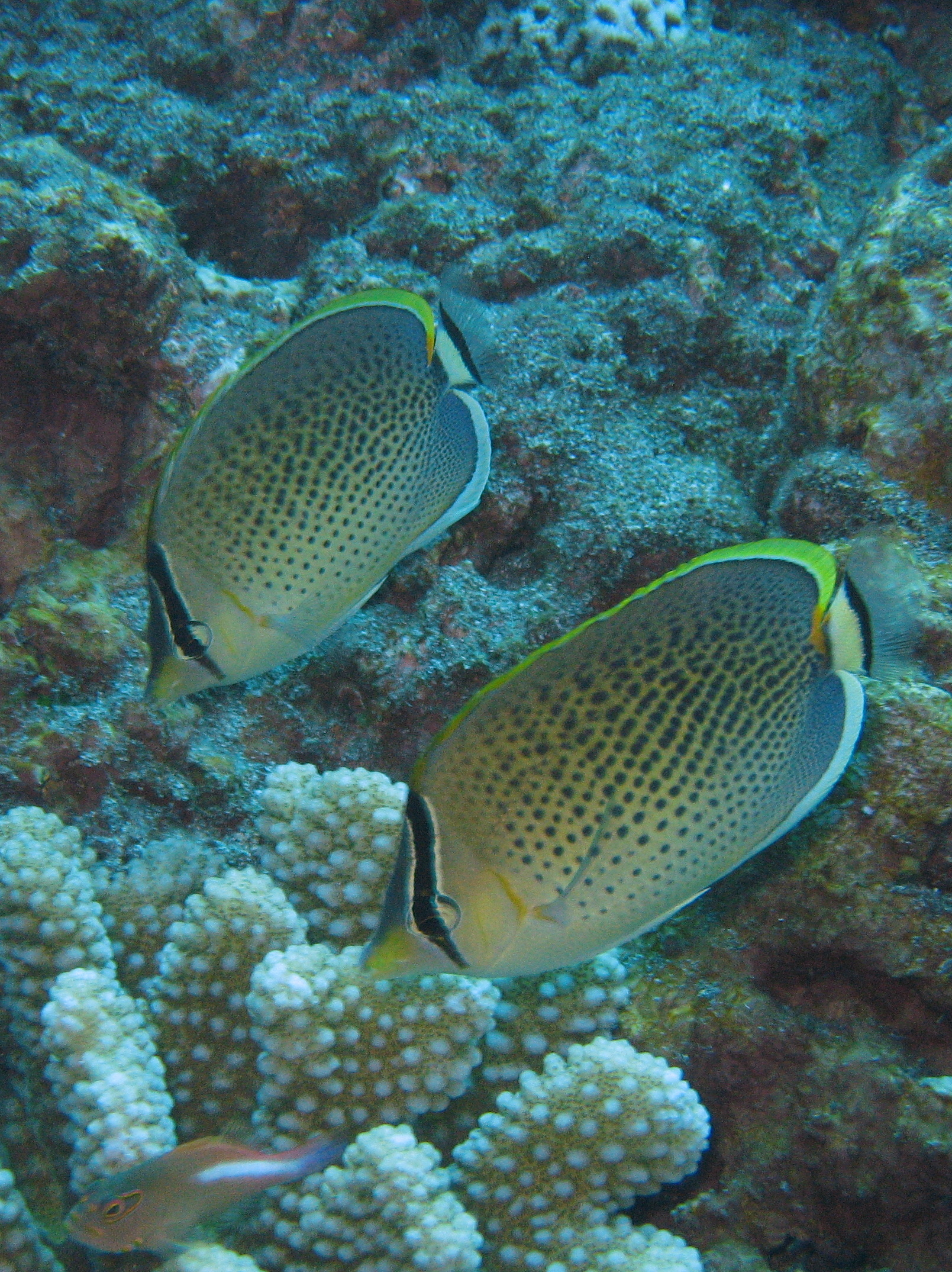
Pareja alimentándose en coral Pocillopora, Reunión